# Клингбайль, Ларс
Ларс Клингбайль (нем. Lars Klingbeil; род. 23 февраля 1978, Зольтау) — немецкий политик, вице-канцлер Германии и министр финансов Германии с 6 мая 2025 года. Сопредседатель СДПГ с 11 декабря 2021 года.

## Биография
Родился 23 февраля 1978 года в Зольтау, в 1998—1999 годах прошёл альтернативную гражданскую службу, оказывая помощь пассажирам общественного транспорта в Ганновере. В 2004 году окончил Ганноверский университет, где изучал политологию, социологию и историю.
В 1996 году вступил в Социал-демократическую партию, работал в окружном депутатском офисе канцлера Герхарда Шрёдера и занимался муниципальной политикой. В 2005 году короткое время был депутатом бундестага, в 2009 году избран по списку СДПГ от Нижней Саксонии.
В 2017 году избран генеральным секретарём СДПГ (тогда партию возглавлял в должности председателя Мартин Шульц).
В 2017 году избран в бундестаг от одномандатного округа Ротенбург I — Хайдекрайс с результатом 41,2 %. В 2021 году переизбран там же при уровне поддержки 47,6 %. Сильнейший из соперников, кандидат от ХДС Карстен Бюттингхаус (Carsten Büttinghaus) получил 26,4 % голосов.
11 декабря 2021 года на партийном съезде в Берлине избран сопредседателем СДПГ с результатом 86,3 % (523 голоса «за», 60 «против», 23 воздержались). Напарницей Клингбайля стала переизбранная на очередной срок Заския Эскен.
6 мая 2025 года назначен вице-канцлером и министром финансов при формировании правительства Фридриха Мерца.